# チステルナ・ディ・ラティーナ
チステルナ・ディ・ラティーナ（伊: Cisterna di Latina）は、イタリア共和国ラツィオ州ラティーナ県にある、人口約36,000人の基礎自治体（コムーネ）。

## 地理

### 位置・広がり

#### 隣接コムーネ
隣接するコムーネは以下の通り。括弧内のRMはローマ県所属を示す。
- アプリーリア
- アルテーナ (RM)
- コーリ
- ラティーナ
- ノルマ
- セルモネータ
- ヴェッレトリ (RM)

### 気候分類・地震分類
チステルナ・ディ・ラティーナにおけるイタリアの気候分類 (it) および度日は、zona C, 1216 GGである。
また、イタリアの地震リスク階級 (it) では、zona 3A (sismicità bassa) に分類される。

## 行政

### 分離集落
チステルナ・ディ・ラティーナには、以下の分離集落（フラツィオーネ）がある。
- Borgo Flora, Olmobello, Prato Cesarino, Le Castella, Doganella, Sant'Ilario-Castelverde, Isolabella

## 姉妹都市
- フォートスミス、アメリカ合衆国 - 1984年
- Grombalia、チュニジア - 2003年